# Arthur J. May
Arthur J. May (1899–17 de junio de 1968) fue un historiador de origen estadounidense, que se especializó en el estudio de la Casa de Habsburgo.
Su tesis doctoral se tituló Contemporary American opinion of the mid-century revolutions in central Europe (University of Pennsylvania, 1927). Fue autor de obras como The Age of Metternich (H. Hold and Company, 1933); Europe and Two World Wars (Charles Scribner's Sons, 1947); The Hapsburg Monarchy, 1867-1914 (Harvard University Press, 1951); The Passing of the Hapsburg Monarchy, 1914-1918 (University of Pennsylvania Press, 1966); Vienna in the Age of Franz Josef (University of Oklahoma Press, 1966); Europe since 1939 (Holt, Rinehart and Winston, 1966) o A History of the University of Rochester, 1850-1962 (1977), junto a Lawrence Eliot Klein, entre otras.